# Przełęcz Kodorska
Przełęcz Kodorska, (gruz.: ყადორის უღელტეხილი, ros.: Кодорский перевал – (Kodorskij pieriewał)) – przełęcz przez Pasmo Główne Kaukazu łącząca dolinę górnego biegu rzeki Andijskoje Koisu w Dagestanie z doliną Alazani w Gruzji. Wysokość – 2365 m n.p.m..
Wypływają stamtąd rzeki: Metluta, Chufri, Sokori i Alazani.